# Natha
Natha Yogacenter er en new age forening, der underviser i yoga, tantra og meditation. Natha blev grundlagt i København i 1990 af Gregorian Bivolaru (en) der stadig fungerer som Nathas spirituelle guide.
Natha er medlem af The ATMAN Yoga Federation, som er den største internationale sammenslutning af yogaskoler.
Natha har været under stor kritik for sex-sager og pornografi. Nathas lære går ud på at man via sex kan udvikle sig spirituelt.
Natha kaldes af mange en sekt, men foreningen selv afviser dette og kalder sig en "folkeoplysende forening".

## Yoga
Natha underviser i flere forskellige yogaformer, bl.a. hatha yoga, laya yoga, karma yoga. Desuden er pranayama (åndedrætsteknikker), afspænding og meditation en del af deres undervisningssystem som er baseret dels på praktiske øvelser og dels på dybdegående teori om de medicinske og psykologiske effekter af øvelserne.

## Tantra
I følge Natha lever de fleste almindelige mennesker i en søvngængeragtig tilstand, hvor de fleste handlinger foretages ubevidst. Natha mener selv at deres tantra-kursus kan lære folk at vågne op og lære kunsten at leve. Tantra-kurset præsenteres som en ægte spirituel vej.

## Meditation
Natha underviser i meditation som redskab til at få bedre koncentrationsevne og opnå dyb indre fred. Det endelige mål med meditationspraksissen er i følge Natha at åbenbare det højeste Selv, menneskets guddommelige natur.

## Nathas lære
På Nathas tantra-kursus introduceres idéen om seksuel kontinens – den perfekte og uanstrengte kontrol over de seksuelle energier. Denne kontrol tillader i følge Nathas lære både mænd og kvinder at elske uden tidsbegrænsning, at opleve mange orgasmer, selv i timer ad gangen, men uden udløsningen, der medfører et tab af energien. På denne måde skulle både mænd og kvinder kunne udvikle en enorm energi inden i deres væsen, der er tilgængelig i alle aspekter af deres liv. Den seksuelle kontinens, som den er undervist i Nathas kursus, skulle styrke mennesket i en proces mod at frigøre og opløse alle de frustrationer, betingelser, begrænsninger og stress som holder det i en tilstand af indre mangel på frihed og nedtrykthed. Igennem læren, der er indeholdt i skolens tantra-kursus, bliver livet selv en spirituel praksis – en spirituel rejse for det menneskelige væsen på dets vej mod opdagelsen af dets sande natur.
Tantrisk erotik er en del af Natha Yogacenters metode. Det er rituelle erotiske oplevelser hvor hovedprincippet er at manden og kvinden skal elske hinanden højt for at det kan kaldes en spirituel oplevelse. I Nathas system bliver den erotiske oplevelse ophøjet til en hellig handling, hvor manden og kvinden ser hinanden som guddommelige skabninger. Den stærke energi der bliver vækket undervejs bliver gennem særlige teknikker løftet op igennem chakraerne og bliver dermed omdannet til spirituel energi.

## Modstandere
Natha Yogacenter har haft en kontrovers med Dialogcentret, en kristen missionsorganisation der er kendt for deres kritik af den måde, yoga anvendes og opfattes på i Danmark.
Gregerian Bivolaru er også hovedmanden bag organisationen MISA (Movement for Spiritual Integration in Absolute), der danner grundlag for Nathas teori og praksis. MISA ejer blandt andet websitet Yoga Esoteric, der publicerer en lang række konspirationsteorier, herunder The SECRET PROTOCOLS of the FREEMASONRY'S MASTERS, som er baseret på Zions Vises Protokoller. Dette er en hovedårsag til at MISA og Gregorian Bivolaru anklages for antisemitisme i Rumænien.
Jyllands-Posten har også bragt et par historier om Natha:
- "Sex-film optaget i lokaler støttet af kommunen" Arkiveret 27. maj 2009 hos  Wayback Machine
- "Offentlig støtte til folk bag sex-sekt" Arkiveret 29. maj 2009 hos  Wayback Machine
- "Fra yogaskole – til sex og porno" Arkiveret 27. maj 2009 hos  Wayback Machine

- Netavisen 180grader, 7.6.2009: København: Ok med porno i kommunalt støttede lokaler Arkiveret 21. februar 2021 hos  Wayback Machine

Der er masser af hold i den rejste kritik, hvilket understreges af sites som exmisa.org, exnatha.dk og http://www.fake-guru.com/fake-gurus/34-misa-natha-fraud-fake-guru-gregorian-bivolaru-grieg-2.html Arkiveret 10. juli 2011 hos  Wayback Machine